# Кольбушова
Кольбушова (пол. Kolbuszowa) — город в Польше, входит в Подкарпатское воеводство, Кольбушовский повят. Имеет статус городско-сельской гмины. Занимает площадь 7,94 км². Население — 9 200 человек (на 2007 год).
По территории города протекает река Ниль.

## История
Название города происходит от землевладельца Колбуша. Впервые он появился в 1503 году на месте, где когда-то существовали Порембы Вельке. Город, принадлежавший Сандомирскому воеводству, вероятно, был основан до 1683 года, когда он упоминается в торгово-нормативном документе Юзефа Кароля Любомирского. Колбушова находилась на важном торговом пути из Сандомира в Перемышль. Владельцами территории были Лелива Тарновски, Колбушова относилась к Сандомирскому уезду. Колбушова входила в состав Краковской епархии Римско-католической Церкви, но в 1786 году она была передана под юрисдикцию Тарновской епархии.
С 23 декабря 1920 года до 4 декабря 1939 года в Львовском воеводстве Польской Республики. Центр Кольбушовского повята.

## Достопримечательности
- Музей народной культуры — музей под открытым небом.

## Города-партнёры
- Апензен, Германия
- Кассино, Италия
- Ков, Ирландия
- Матесалька, Венгрия
- Плоэрмель, Франция
- Старый Самбор, Украина